# Гідроксид калію
Гідрокси́д ка́лію, ка́лій гідрокси́д — неорганічна сполука ряду гідроксидів складу KOH. Білі, дуже гігроскопічні кристали, але гігроскопічність менша, ніж в гідроксиду натрію. Водні розчини КОН мають сильнолужну реакцію.
Гідроксид отримують електролізом розчинів KCl. Речовина застосовуються у виробництві скла, рідкого мила, для одержання різних сполук калію.

## Фізичні властивості
Гідроксид калію є білими, майже прозорими ромбічними кристалами, які легко поглинають вологу з повітря та утворюють ряд гідратів: KOH·4H2O, KOH·2H2O, KOH·H2O, KOH·0,5H2O.
KOH легко розчиняється у воді, спиртах (55 г у 100 г метанолу; приблизно 14 г у 100 г ізопропанолу), етерах.
| Температура, °C | 0    | 10   | 20   | 25   | 30   | 40   | 50   | 60   | 70   | 80   | 90   | 100  |
| Розчинність, %  | 48,7 | 50,8 | 53,2 | 54,7 | 56,1 | 57,9 | 58,6 | 59,5 | 60,6 | 61,8 | 63,1 | 64,6 |

Гідроксид калію є термічно стійким (не розкладається навіть при високих температурах). У газоподібному стані існує переважно у формі димерів.

## Отримання
Історично КОН отримували із розчинів поташу (карбонату калію), який добували із деревної золи, та гашеного вапна (гідроксиду кальцію). В результаті реакції метатези в осад випадає малорозчинний карбонат кальцію, залишаючи гідроксид калію в розчині:
{\displaystyle \mathrm {Ca(OH)_{2}+K_{2}CO_{3}\longrightarrow CaCO_{3}\downarrow +2KOH} }
Сучасним методом отримання гідроксиду є електроліз водного розчину хлориду калію (інколи також карбонату калію), який широко розповсюджений у мінералах сильвіні, карналіті. Аналогічно до способів отримання гідроксиду натрію, застосовуються ртутний, діафрагменний та мебранний методи електролізу, однак суттєво більше значення має ртутний метод — він дає змогу отримувати практично чисті розчини KOH концентрацією до 50 %.
Повна дегідратація для отримання абсолютно безводного гідроксиду калію не проводиться через велику ресурсоємність цього процесу. Максимально безводним вважається гідроксид калію із вмістом води 5—10 % — наявна вода зв'язана у моногідрат KOH·H2O, який розкладається лише при 550 °C.

### Ртутний метод
У ртутному методі застосовується особливо чистий розчин хлориду калію, бо навіть незначні домішки металів (хрому, вольфраму, молібдену, ванадію), аж до мільйонних часток, можуть спричинити появу побічних процесів на катоді.
У водному розчині хлорид калію дисоціює на іони K+, які мігрують до ртутного катода (рідка ртуть у залізній трубці), де утворюють рідкі амальгами перемінного складу:
{\displaystyle \mathrm {KCl\rightleftarrows K^{+}+Cl^{-}} }
{\displaystyle \mathrm {K^{+}+e^{-}+Hg_{n}\rightarrow KHg_{n}} }
Амальгами виділяються з реакційної системи та переводяться в іншу, де відбувається розкладання їх водою з утворенням гідроксиду калію:
{\displaystyle \mathrm {2KHg_{n}+2H_{2}O\rightarrow 2KOH+H_{2}\uparrow +2Hg_{n}} }
За цим методом утворюється розчин KOH концентрацією понад 50 % та практично чистий від забруднюючих домішок (хлору, хлориду калію). Подальше концентрування розчину відбувається шляхом упарювання у вакуумі за високої температури. Утворена в результаті розкладання ртуть повертається в електрод.
На аноді (графітовому чи іншому) відбувається окиснення хлорид-іонів з утворенням вільного хлору:
{\displaystyle \mathrm {2Cl^{-}-2e^{-}\rightarrow Cl_{2}} }

### Діафрагменний метод
У діафрагменному методі простір між катодом та анодом розмежований перегородкою, яка не пропускає розчини і гази, однак не перешкоджає проходженню електричного струму та міграції іонів. Зазвичай, для таких перегородок використовується азбестова тканина, пористі цементи, порцеляна тощо.
В анодний простір подається розчин KCl: на аноді (графітовому або магнетитовому) відновлюються хлорид-іони, а катіони K+ (та, частково, аніони Cl−) мігрують крізь діафрагму до катодного простору. Там катіони де сполучаються із гідроксид-іонами, утвореними відновленням води на залізному або мідному катоді:
{\displaystyle \mathrm {2H_{2}O+2e^{-}\rightarrow H_{2}\uparrow +2OH^{-}} }
{\displaystyle \mathrm {K^{+}+OH^{-}\rightleftarrows KOH} }
З катодного простору в результаті виділяється суміш гідроксиду та хлориду натрію із вмістом KOH 8—10 %. Шляхом випаровування вдається збільшити концентрацію гідроксиду до 50 %, але вміст хлориду все одно залишається суттєвим — близько 1,0—1,5 %. Подальше очищення є економічно недоцільним.

### Мембранний метод
Мембранний метод вважається найбільш досконалим з існуючих, але, в той же час, і найбільш енергоємним. За цим методом в реакторі встановлюється катіонообмінна мембрана, яка є проникною для іонів K+, що рухаються у катодний простір, і пригнічує міграцію гідроксид-іонів, які рухаються у зворотньому напрямку — таким чином у катодному просторі збільшується концентрація складових KOH. За цим методом утворюється розчин гідроксиду концентрацією 32 %, а подальшим випарювання це значення вдається підвищити до 45—50 %.
Хлорид калію при цьому теоретично не утворюється, але проникнення хлорид-іонів крізь мембрану усе ж має місце — у кінцевому розчині концентрація KCl становить близько 10—50 мільйонних часток.

## Хімічні властивості

### Реакції з неорганічними речовинами
Гідроксид калію активно поглинає з повітря вологу, утворюючи гідрати різного складу, які розкладаються при нагріванні:
{\displaystyle \mathrm {KOH\cdot 2H_{2}O{\xrightarrow {30-40^{o}C,vacuum}}KOH\cdot H_{2}O+H_{2}O} }
{\displaystyle \mathrm {KOH\cdot H_{2}O{\xrightarrow {550^{o}C}}KOH+H_{2}O} }
Взаємодіє з кислотами та кислотними оксидами, утворюючи відповідні солі калію:
{\displaystyle \mathrm {KOH+HCl\longrightarrow KCl+H_{2}O} }
{\displaystyle \mathrm {2KOH+H_{2}SO_{4}\longrightarrow K_{2}SO_{4}+2H_{2}O} }
{\displaystyle \mathrm {2KOH+CO_{2}\longrightarrow K_{2}CO_{3}+H_{2}O} }
{\displaystyle \mathrm {2KOH+SO_{3}\longrightarrow K_{2}SO_{4}+H_{2}O} }
Також взаємодіє із амфотерними оксидами і гідроксидами:
{\displaystyle \mathrm {KOH+Al_{2}O_{3}{\xrightarrow {900-1100^{o}C}}KAlO_{2}+H_{2}O} }
{\displaystyle \mathrm {KOH+Al(OH)_{3}{\xrightarrow {1000^{o}C}}KAlO_{2}+2H_{2}O} }
{\displaystyle \mathrm {KOH_{(conc.)}+Al(OH)_{3}\rightarrow K[Al(OH)_{4}]} }
При пропусканні крізь розчин гідроксиду галогенів, утворюється суміш солей: галогенід та, в залежності від температури розчину, гіпогалогеніт або галогенат:
{\displaystyle \mathrm {KOH+Cl_{2}\rightarrow KClO+KCl+H_{2}O} }
{\displaystyle \mathrm {6KOH+3Cl_{2}{\xrightarrow {t}}\ KClO_{3}+5KCl+3H_{2}O} }
Окрім галогенів, KOH реагує також із фосфором, сіркою:
{\displaystyle \mathrm {6KOH+4S\rightarrow 2K_{2}S+K_{2}S_{2}O_{3}+3H_{2}O} }
{\displaystyle \mathrm {3KOH+4P+3H_{2}O\rightarrow PH_{3}+3KH_{2}PO_{2}} }
KOH окиснюється озоном до озоніду калію:
{\displaystyle \mathrm {4KOH+4O_{3}{\xrightarrow {20^{o}C}}\ 4KO_{3}+O_{2}+2H_{2}O} }
При відновленні пероксидом водню із наступною дегідратацією утворюється пероксид калію:
{\displaystyle \mathrm {KOH+(2-4)H_{2}O_{2}{\xrightarrow {0^{o}C}}\ K_{2}O_{2}\cdot (2-4)H_{2}O} }
{\displaystyle \mathrm {K_{2}O_{2}\cdot (2-4)H_{2}O{\xrightarrow {conc.H_{2}SO_{4}}}K_{2}O_{2}+(2-4)H_{2}O} }
Гідроксид поглинає CO2 та SO2, а в етанолі утворює малорозчинні сполуки:
{\displaystyle \mathrm {2KOH+CO_{2}\rightarrow K_{2}CO_{3}+H_{2}O} }
{\displaystyle \mathrm {KOH+SO_{2}{\xrightarrow {C_{2}H_{5}OH}}KHSO_{3}\downarrow } }
При нагріванні реагує також із деякимим металами:
{\displaystyle \mathrm {2KOH+2K{\xrightarrow {400-450^{o}C}}2K_{2}O+H_{2}} }
{\displaystyle \mathrm {2(KOH\cdot 2H_{2}O)+Al{\xrightarrow {400-500^{o}C}}2KAlO_{2}+3H_{2}\uparrow +2H_{2}O} }
{\displaystyle \mathrm {2KOH+2Mg{\xrightarrow {t}}2K+2MgO+H_{2}} }
Взаємодіє з солями, які відповідають слабким основам:
{\displaystyle \mathrm {2KOH+FeI_{2}\rightarrow Fe(OH)_{2}\downarrow +2KI} }
{\displaystyle \mathrm {3KOH+AlCl_{3}\rightarrow Al(OH)_{3}\downarrow +3KCl} }

### Реакції з органічними речовинами
Гідроксид калію може вступати у реакції з органічними речовинами, що мають кислотні властивості — карбоновими кислотами та алкінами. Також взаємодіє з галогенорганічними сполуками, відриваючи від них галогеноводень:
{\displaystyle {\ce {R-CH(R)-CH(R)-Hal + KOH->[C_2H_5OH]R-CH=CH-R + KHal +H2O}}}
Також може відривати тільки галоген. Цим способом отримують одноатомні спирти, наприклад, пропан-1-ол:
{\displaystyle {\ce {CH3-CH2-Ch2-Br + KOH ->CH3-CH2-CH2-OH + KBr}}}

## Застосування

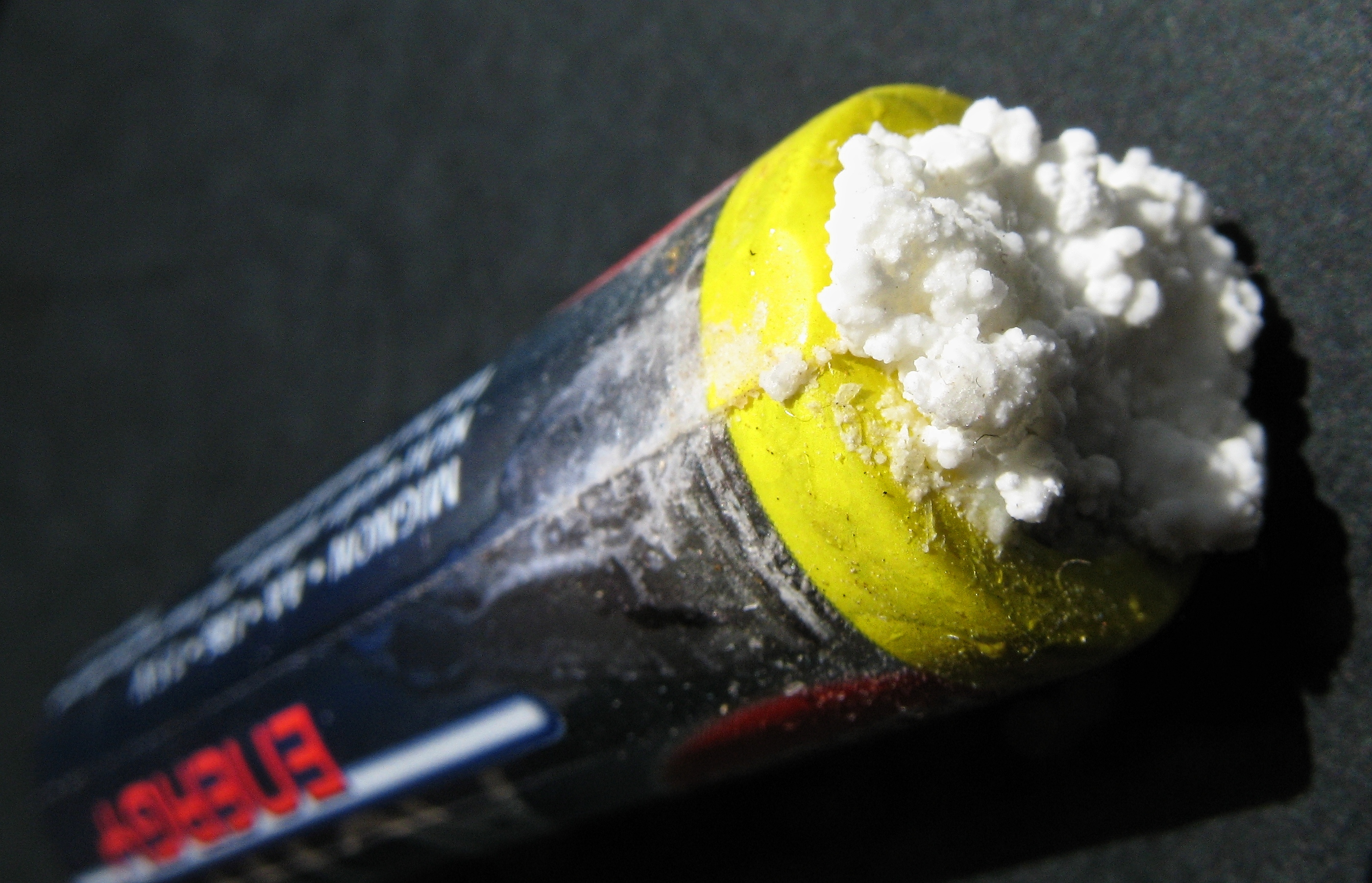
Відклади гідроксиду калію, утворені внаслідок протікання розчину з лужного акумулятора

- Як електроліт в лужних акумуляторах (наприклад, нікель-кадмієвих, нікель-водневих, марганцево-цинкових елементах). Гідроксид калію вважається кращим за гідроксид натрію, бо його розчин має більшу провідність[5]. Нікель-метал-гідридні акумулятори в автомобілях Toyota Prius використовують суміш обох речовин[6].
- Для отримання рідкого мила — при взаємодії гідроксиду калію з пальмітиновою і стеариновою кислотами утворюються рідкі аддукти.
- Для мерсеризації деревної целюлози в процесі отримання віскозних волокон і ниток.
- Для обробки бавовняних тканин з метою підвищення гігроскопічності.
- Як абсорбент «кислих» газів (сірководню, діоксиду сірки, вуглекислого газу тощо).
- Як осушувальний агент для газів, що не взаємодіють з KOH, наприклад, аміаку, закису азоту N2O, фосфіну PH3.
- Як осушувальний агент для рідин в синтетичній органічній хімії.
- Для визначення концентрації кислот шляхом титрування.
- Як агент проти вспінювання при виробництві паперу.
- Входить до складу побутових засобів для очищення посуду з нержавіючої сталі.
- Для анізотропного травлення кристалічного кремнію.[7]
- Як каталізатор при виробництві біодизелю.[8]
- У лабораторіях використовують для отримання одноатомних спиртів.
- У харчовій промисловості застосовується як харчова добавка E525[9].